# Bathyphantes orica
Bathyphantes orica är en spindelart som beskrevs av Ivie 1969. Bathyphantes orica ingår i släktet Bathyphantes och familjen täckvävarspindlar. Inga underarter finns listade.